# 17037 Danfleisch
17037 Danfleisch este o planetă minoră (asteroid), cu un diametru de 3,793 km, din centura de asteroizi. A fost descoperită pe 16 martie 1999 la Observatorul Național Kitt Peak de Spacewatch. 
Obiectul prezintă o orbită caracterizată de o semiaxă mare de 2,2633164 UAi, o excentricitate de 0,05, o înclinație de 5,35234 ° în raport cu ecliptica.